# セルジオ・サントス (野球)
セルジオ・ホセ・サントス（Sergio Jose Santos, 1983年7月4日 - ）は、アメリカ合衆国・カリフォルニア州ベルフラワー出身の元プロ野球選手（投手）。右投右打。

## 経歴

### プロ入り前

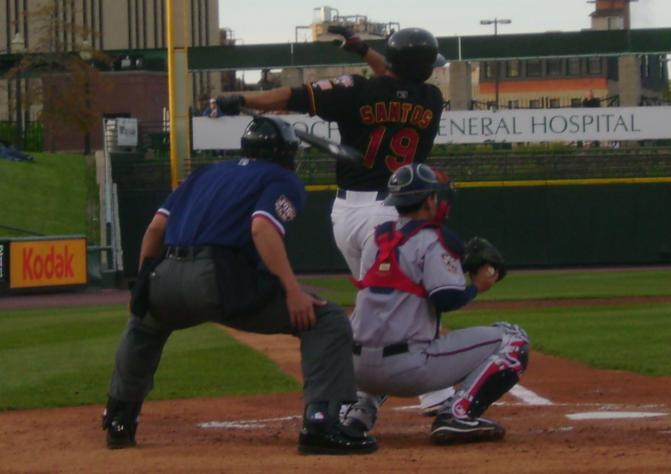
遊撃手時代のサントス（2008年）

カリフォルニア州ベルフラワーでメキシコ移民2世として生まれる。

### マイナー時代
2002年のMLBドラフト1巡目（全体27位）でアリゾナ・ダイヤモンドバックスから指名され、入団。
2005年にミゲル・バティスタ、オーランド・ハドソンとのトレードで、トロイ・グロースと共にトロント・ブルージェイズへ移籍した。
2008年のシーズン途中にウェイバー公示され、ミネソタ・ツインズに移籍。

### ホワイトソックス時代
2009年はシカゴ・ホワイトソックスと契約し、遊撃手から投手に転向した。
2010年は開幕ロースターに入り、4月8日のクリーブランド・インディアンス戦でメジャーデビュー。この年は56試合に登板し、防御率2.96（FIP3.10）という成績を残した。
2011年は開幕から16試合連続無失点と好スタート。4月下旬からは不振のマット・ソーントンに代わってクローザーを務め、最終的に30セーブを記録した。防御率は3.55と前年を下回ったが、FIPは2.87と向上した。奪三振率13.07は60イニング以上投げた投手ではデビッド・ロバートソンに次いで二番目に高い数字だった。この活躍が評価され、9月30日に3年825万ドル（オプションも含めると最大で6年3100万ドル）で契約を延長。しかし、ホワイトソックスはオフに本格的なチーム再建に着手した。

### ブルージェイズ復帰
2011年12月6日にネスター・モリーナとの交換でトロント・ブルージェイズに移籍した。
2012年は4月21日に肩の炎症で故障者リスト入りし、7月15日に手術を受けてシーズンを終えることが発表された。移籍初年度は僅か6試合の登板に終わった。
2013年は開幕ロースター入りしたが、開幕後に三頭筋を故障し、4月15日に15日間の故障者リスト入りした。5月19日に60日間の故障者リストへ異動。8月1日にリストから外れた。この年は29試合に登板し、1勝1敗1セーブ、防御率1.75だった。
2014年も開幕ロースター入りし、開幕後は14試合に登板したが、5月12日に右肘の故障で15日間の故障者リスト入りした。6月14日に復帰し、10試合に登板したが、防御率は7点台と結果を残せず、7月21日にDFAとなった。7月23日にAAA級バッファロー・バイソンズへ降格した。AAA級では11試合の登板で、1勝0敗2セーブ、防御率0.00と好投し、8月23日に再びブルージェイズとメジャー契約を結んだ。昇格後は2試合に登板したが、いずれの試合も失点を記録。8月27日にDFAとなり、8月31日にAA級ニューハンプシャー・フィッシャーキャッツへ降格した。この年は26試合に登板し、0勝3敗5セーブ、防御率8.57だった。オフの11月1日にブルージェイズが球団オプションを破棄したため、FAとなった。

### ドジャース時代
2015年1月8日にロサンゼルス・ドジャースとマイナー契約を結んだ。4月24日にメジャー契約となり40人枠入りしたが、5月27日にDFAとなった。6月6日に契約破棄条項を行使し自由契約となる。

### ヤンキース時代
2015年6月10日にニューヨーク・ヤンキースとマイナー契約をんだ。13日にメジャー契約となり25人枠入りする。ヤンキースでは2試合（3イニング）に投げ、0勝0敗、防御率6.00、3奪三振の成績を残したが、間もなく右肘を故障しトミー・ジョン手術を受けた。11月2日にFAとなった。この年を最後に現役を引退した。

### 現役引退後
2022年にルーキー級フロリダ・コンプレックスリーグ（FCL）に所属するニューヨーク・ヤンキース傘下FCLヤンキースの監督に就任。チームをFCLチャンピオンシップに導き、リーグの年間最優秀監督賞に選ばれた。2023年はヤンキース傘下A+級ハドソンバレー・レネゲーズの監督を務めた。
2024年からはシカゴ・ホワイトソックス組織に移り、傘下AA級バーミングハム・バロンズの監督を務めた。2025年からは傘下AAA級シャーロット・ナイツの監督に昇格した。

## 選手としての特徴
主要な球種は平均95.6マイル（約153.9km/h）の速球とスライダー。特にスライダーの評価は高く、2010年にはESPNから「現在のメジャーリーグで最も優れた決め球」と絶賛された。制球力に不安はあるが、三振を奪う能力は極めて高い。
マイナーでの内野手としての通算成績は、777試合の出場で打率.248、77本塁打、373打点、OPS.699。

## 詳細情報

### 年度別投手成績
| 年 度     | 球 団     | 登 板 | 先 発 | 完 投 | 完 封 | 無 四 球 | 勝 利 | 敗 戦 | セ 丨 ブ | ホ 丨 ル ド | 勝 率 | 打 者 | 投 球 回 | 被 安 打 | 被 本 塁 打 | 与 四 球 | 敬 遠 | 与 死 球 | 奪 三 振 | 暴 投 | ボ 丨 ク | 失 点 | 自 責 点 | 防 御 率 | W H I P |
| --------- | --------- | ----- | ----- | ----- | ----- | -------- | ----- | ----- | -------- | ----------- | ----- | ----- | -------- | -------- | ----------- | -------- | ----- | -------- | -------- | ----- | -------- | ----- | -------- | -------- | ------- |
| 2010      | CWS       | 56    | 0     | 0     | 0     | 0        | 2     | 2     | 1        | 14          | .500  | 235   | 51.2     | 53       | 2           | 26       | 3     | 3        | 56       | 8     | 0        | 18    | 17       | 2.96     | 1.53    |
| 2011      | CWS       | 63    | 0     | 0     | 0     | 0        | 4     | 5     | 30       | 2           | .444  | 260   | 63.1     | 41       | 6           | 29       | 5     | 3        | 92       | 5     | 0        | 25    | 25       | 3.55     | 1.11    |
| 2012      | TOR       | 6     | 0     | 0     | 0     | 0        | 0     | 1     | 2        | 0           | .000  | 24    | 5.0      | 6        | 1           | 4        | 0     | 0        | 4        | 1     | 0        | 5     | 5        | 9.00     | 2.00    |
| 2013      | TOR       | 29    | 0     | 0     | 0     | 0        | 1     | 1     | 1        | 8           | .500  | 90    | 25.2     | 11       | 1           | 4        | 2     | 0        | 28       | 1     | 0        | 5     | 5        | 1.75     | 0.58    |
| 2014      | TOR       | 26    | 0     | 0     | 0     | 0        | 0     | 3     | 5        | 0           | .000  | 106   | 21.0     | 28       | 5           | 18       | 2     | 0        | 29       | 4     | 0        | 22    | 20       | 8.57     | 2.19    |
| 2015      | LAD       | 12    | 0     | 0     | 0     | 0        | 0     | 0     | 0        | 0           | ----  | 61    | 13.1     | 13       | 2           | 7        | 1     | 0        | 15       | 4     | 0        | 7     | 7        | 4.73     | 1.50    |
| 2015      | NYY       | 2     | 0     | 0     | 0     | 0        | 0     | 0     | 0        | 0           | ----  | 12    | 3.0      | 3        | 1           | 0        | 0     | 0        | 3        | 0     | 0        | 2     | 2        | 6.00     | 1.00    |
| '15計     | NYY       | 14    | 0     | 0     | 0     | 0        | 0     | 0     | 0        | 0           | ----  | 73    | 16.1     | 16       | 3           | 7        | 1     | 0        | 18       | 4     | 0        | 9     | 9        | 4.96     | 1.41    |
| 通算：6年 | 通算：6年 | 194   | 0     | 0     | 0     | 0        | 7     | 12    | 39       | 24          | .368  | 788   | 183.0    | 155      | 18          | 88       | 13    | 6        | 227      | 23    | 0        | 84    | 81       | 3.98     | 1.33    |

- 「-」は記録なし